# Clitofonte
Clitofonte o Clitofón de Rodas fue un historiador y geógrafo de la Antigua Grecia. Su cronología es indeterminada pero se ha sugerido que estuvo activo en tiempos de Alejandro Magno. Fue autor de un libro llamado Fundaciones de ciudades y de otro titulado Hechos indios. Escribió también sobre Galacia. De su obra sólo se conocen escasos fragmentos, recogidos por Müller en sus Fragmenta historicorum graecorum (volumen IV) y que también figuran en los Fragmente der griechischen Historiker de Jacoby.